# شب شیطان
شب شیطان (انگلیسی: Devil's Night) عنوانی است که به ۳۰ام اکتبر، شب پیش از هالووین گفته می‌شود. نام این شب که در برخی از مناطق آمریکا مثل فیلادلفیا جشن گرفته می‌شود، معمولاً با خرابکاری و آتش‌افروزی جدی‌ای گره خورده‌است که در دیترویت و میشیگان رخ داد. این رویدادها بین دهه‌های ۱۹۷۰ تا ۱۹۹۰ در اوج خود بود. برخی جوامع در پاسخ به این شب شب فرشتگان (به انگلیسی: Angels' Night) را راه انداخته‌اند. به این شب در فرهنگ عامهٔ آمریکایی به مراتب ارجاع داده شده‌است.